# La Capelle-Balaguier
La Capelle-Balaguier település Franciaországban, Aveyron megyében. Lakosainak száma 345 fő (2022. január 1.). La Capelle-Balaguier Martiel, Ols-et-Rinhodes, Sainte-Croix, Salvagnac-Cajarc és Saujac községekkel határos.

## Népesség
A település népessége az elmúlt években az alábbi módon változott:
| Lakosok száma | 206  | 227  | 246  | 277  | 296  | 310  | 306  | 327  | 337  | 345  |
|               | 1968 | 1982 | 1990 | 2006 | 2013 | 2015 | 2017 | 2019 | 2020 | 2022 |